# سبوتورنو
سبوتورنو؛ ( Ligurian كوموني (بلدية) في بلدة سافونا في منطقة ليغوريا الإيطالية، وتقع على بعد حوالي 45 كيلومتر (28 ميل) جنوب غرب جنوة وحوالي 9 كيلومتر (6 ميل) جنوب غرب سافونا. تعد المدينة اليوم محوراً مهمًا لقضاء العطلات في Riviera delle Palme، ولكن في الماضي كانت أنشطة الصيد والتجارة هي الأنشطة الاقتصادية الرئيسية جنبًا إلى جنب مع أحواض بناء السفن على طول الساحل والتي كانت معروفة جدًا ببناء السفن الشراعية.
يحد سبوتورنو البلديات التالية: بيرغيغي ونولي وفادو ليجور وفيزي بورتيو.

## المدن التوأم
- Bad Dürrheim, Germany
- Høje-Taastrup

## روابط خارجية
- الموقع الرسمي